# Pedro de Alberni
Pedro de Alberni, a volte noto come Padre d'Alberní i Teixidor (Tortosa, 30 gennaio 1747 – Monterey, 11 marzo 1802), è stato un politico, esploratore e generale spagnolo che servì la corona spagnola per buona parte della sua vita.
Passò la maggior parte della sua carriera militare nel vicereame della Nuova Spagna. Di particolare importanza fu il suo ruolo nella storia militare della Nuova Spagna, nella conquista spagnola e nella colonizzazione del Pacifico nord-occidentale, nel decennio del 1790, e la sua nomina a governatore ad interim della California nel 1800.

## Biografia

### Gioventù
Pedro de Alberni nacque il 30 gennaio 1747 da una nobile e ricca famiglia di Tortosa nella Catalogna (Spagna). Il padre, Jaume d'Alberní i Antolí, era un notaio e cittadino onorario di Barcellona, che aveva sposato Maria Inés Teixidor il 24 giugno 1728. I due ebbero cinque figli e due figlie. Secondo il diritto civile catalano il fratello maggiore, Josep Antoni, fu nominato erede delle proprietà degli Alberni. Questo includeva il diritto all'uso del titolo di notaio. I fratelli restanti ricevettero soltanto una piccola quota in denaro e per questo motivo  entrarono nell'esercito. Un fratello, Gerònim, si unì al reggimento di Cordova; altri due, Joan Bautista e Jaume Pascual, si unirono al Reggimento di Volontari Stranieri. Una delle sorelle si fece monaca. Pedro si arruolò nel Secondo Reggimento della fanteria leggera il 17 luglio 1762 per combattere da cadetto nella campagna del Portogallo durante la guerra dei sette anni, quando aveva solo 15 anni. Rimase in questo reggimento per cinque anni, dopodiché si unì alla Prima compagnia libera di volontari della Catalogna (Compañía Franca de Voluntarios de Cataluña), un'unità militare indipendente composta da micheletti (truppe irregolari catalane).

### Da Cadice alla Nuova Spagna
Nel 1767 la Compagnia fu assegnata a un viaggio in transatlantico con destinazione Nuova Spagna. L'obbiettivo della missione era la difesa delle province interne settentrionali della colonia (Provincias Internas del Norte de Nueva España) dalle insurrezioni dei nativi. Queste province andavano dall'odierna Guanajuato al Nuovo Messico e da Sonora al Texas.
Il 2 maggio 1767 la Compagnia partì da Cadice verso Cuba, e da lì per Veracruz. Il gruppo era composto da 98 soldati guidati dal capitano Agustí Callis e da tre altri ufficiali: Pedro Fages, Estevan de Vilaseca e dallo stesso Alberni, e arrivò a destinazione l'agosto dello stesso anno. Dopo Veracruz, la Compagnia avanzò verso Guaymas, Sonora, dove giunse nell'aprile 1768, dopo aver oltrepassato Città del Messico, Tepic e San Blas. Il viaggio richiese circa un anno da Barcellona, porto di partenza, a Guaymas.

### Combattimento con gli indiani di Sonora e California
Poco dopo l'arrivo a Guaymas la compagnia, guidata dal colonnello Domingo Elizondo, fu mandata a combattere i ribelli nativi Pima e Seri, e a partecipare a una campagna a Cerro Prieto. Dopo aver completato con successo la campagna, Alberni e il resto della compagnia furono mandati a Città del Messico e a Guadalajara. Alberni rimase per sette anni a capo della provincia di Nayarit.
Nel 1772 la compagnia venne divisa tra la Prima compagnia libera di volontari della Catalogna, che rimase agli ordini del capitano Callis, e la seconda, assegnata a Pedro Fages. Fages e i suoi uomini rimasero dal 1769 al 1774 in California, agli ordini di Gaspar de Portolá. Quando nel 1782 morì Callis, Alberni fu nominato capitano della Prima Compagnia.

### Viaggio nel Pacifico nord-occidentale

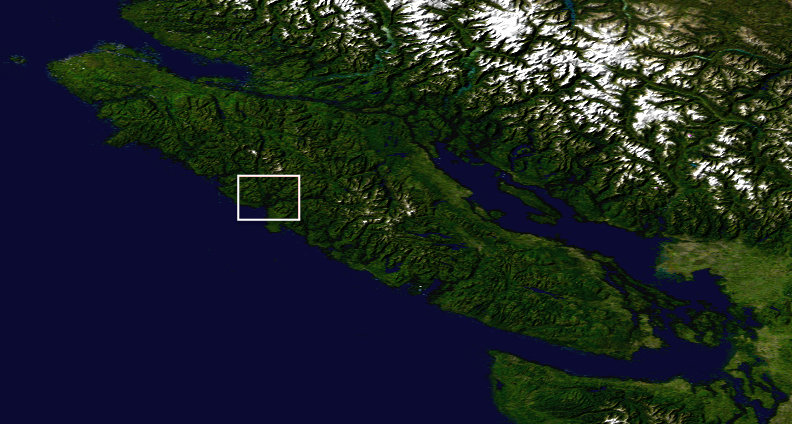
La Baia di Nootka segnata sull'isola di Vancouver

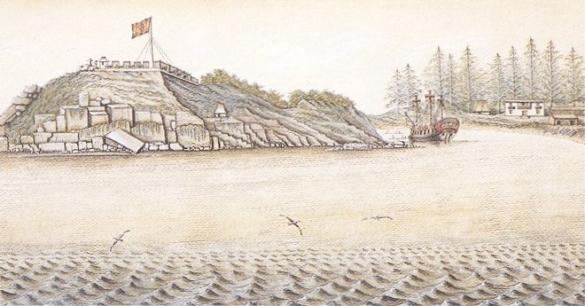
Ricostruzione di Forte San Miguel

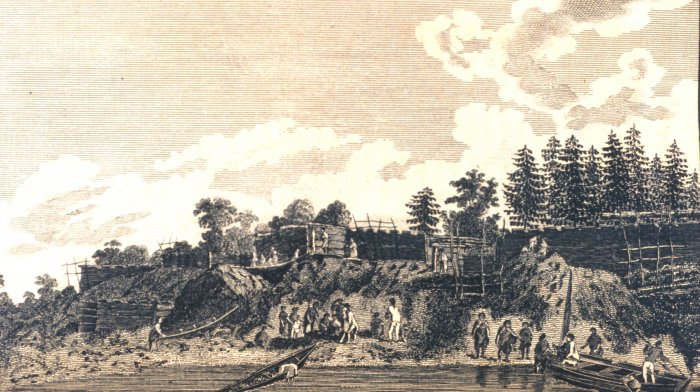
Vista delle case di Nootka. In: "A Collection of Voyages round te World ... Captain Cook's First, Second, Third and Last Voyages ....", volume V, Londra, 1790, p. 1767

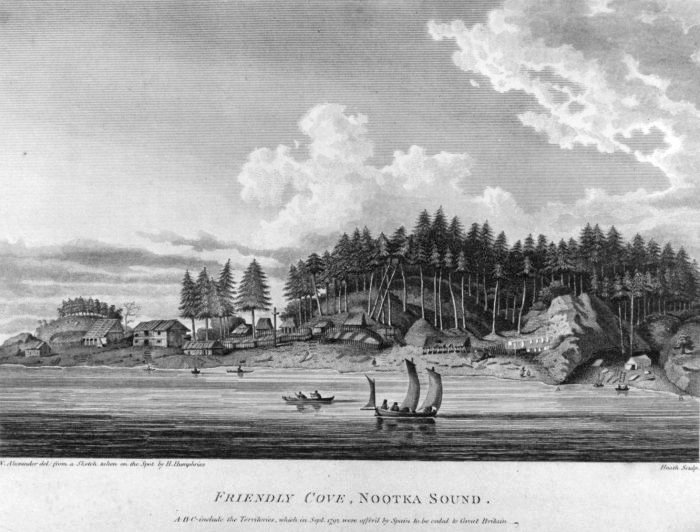
Friendly Cove, Baia di Nootka, volume I, tavola VII da: "A Voyage of Discovery to the North Pacific Ocean and Round the World" di George Vancouver

Il 29 agosto 1789 il viceré della Nuova Spagna, Manuel Antonio Flores, ordinò d'inviare un distaccamento dei Volontari a Nootka, sull'isola di Vancouver, per ricostruire forte San Miguel, eretto originariamente da Esteban José Martínez nel 1789 e in seguito abbandonato a causa della crisi scoppiata quando Martínez requisì alcune navi britanniche che commerciavano nella zona e, qualche tempo dopo, uccise un parente del capo tribù Nuu-chah-nulth, si dice per autodifesa. Il sequestro delle navi inglesi era stato originato dall'incidente di Nootka, che portò poi alla guerra tra Spagna e Inghilterra per la contesa dei diritti sul Pacifico nord-occidentale. La Spagna aveva organizzato molte spedizioni tra il 1774 e il 1789, ed era stata la prima nazione europea ad esplorare la zona nel 1774 grazie a Juan José Pérez Hernández, al timone della Santiago. Il distaccamento militare scelto fu la Prima Compagnia, con a capo Pedro de Alberni che, in quel momento, fu nominato a Guadalajara. Questi circa 80 uomini marciarono da Guadalajaraal Dipartimento Marittimo di San Blas, punto di partenza di tutte le spedizioni del Pacifico nord-occidentale. Giunti a San Blas, i Volontari Catalani si unirono alla spedizione di Francisco de Eliza. Questa spedizione era composta da tre navi: la Concepción guidata da Eliza, la San Carlos di Salvador Fidalgo e la Princesa Real di Manuel Quimper. Partirono da San Blas il 3 febbraio 1790 e arrivarono a Nootka il 5 aprile 1790, due mesi dopo.
Durante il viaggio verso Nootka fu incarcerato per 70 giorni nella sua cabina a bordo della Concepción per una discussione avuta con un ufficiale spagnolo di grado maggiore. In questa discussione difese i diritti dei suoi uomini, chiedendo che venissero ben vestiti e armati, e che gli fossero pagati tutti gli stipendi arretrati. Probabilmente per questo motivo non fu poi nominato governatore della California.
Quando Alberni giunse a Nootka dovette ricostruire il forte, dato che era stato smantellato dopo che Martínez e i suoi uomini l'avevano abbandonato. Alberni fortificò la guarnigione, mettendo venti cannoni e distribuendo i suoi uomini nei punti chiave difensivi della fortezza. Costruì una caserma, la casa degli ufficiali comandanti, la casa del capitano, forni, fornaci, un'infermeria e coltivò ogni frutto e vegetale per garantire cibo ai suoi uomini. Fu il primo europeo a coltivare vegetali nella Columbia Britannica. Tenne anche un registro con le temperature misurate, creò un dizionario di 630 termini in lingua nativa con i loro equivalenti spagnoli, e produsse birra dalle conifere per evitare lo scorbuto. In poche parole costruì, organizzò e amministrò la fortezza per il benessere dei suoi abitanti e per i viaggiatori che vi giungevano, mentre molti dei suoi uomini partecipavano a spedizioni in Alaska e nello stretto di Juan de Fuca assieme agli esploratori spagnoli di altre compagnie.
I dati raccolti da Alberni furono in seguito usati da José Mariano Mociño, un naturalista spagnolo nato in Nuova Spagna, autore del Noticias de Nootka, che partecipò alla spedizione di Bodega-Quadra del 1792 e a quella di Alessandro Malaspina del 1791 nel suo viaggio scientifico attorno al mondo. Secondo Mociño, Alberni si guadagnò la stima e il rispetto di tutti quelli che lo circondavano, i quali lusingò con un poema dedicato al loro capo Maquinna, con la musica del Mambrú, una canzone spagnola adattata dalla versione francese Marlbrough s'en va-t-en guerre, originaria della Guerra di successione spagnola. Il testo della canzone diceva:
È un grande principe, nostro amico

Spagna, Spagna, Spagna

È amica di Macuina e di Nootka»
Questa canzone divenne così popolare nella regione che José María Narváez la sentì dai nativi sull'altro lato dell'isola di Nootka e nei pressi di Point Grey (Narváez giunse nell'attuale città di Vancouver un anno prima del capitano inglese George Vancouver). La permanenza di Alberni su Nootka coincise con il periodo di maggiore attività in questa regione degli esploratori spagnoli e dei viaggiatori di altre nazionalità.

### Ritorno in Messico
Una volta completato il lavoro, e dopo aver vissuto nella fortezza per due anni, Alberni ricevette l'ordine di tornare con la sua compagnia al Dipartimento Marittimo di San Blas. Gli fu assegnato tramite decreto reale, attraverso il viceré della Nuova Spagna Juan Vicente de Güemes, il titolo di governatore e comandante dell'esercito di forte San Miguel a Nootka.
Nel luglio 1792 fu promosso al grado di tenente colonnello e, dopo l'assegnamento a Nootka, fu mandato al castello di San Juan de Ulúa per otto mesi, a Veracruz, come comandante del forte e tenente colonnello del re per la Plaza de Veracruz. In seguito Alberni fu mandato a Guadalajara per due anni.

### In California
Nell'aprile 1796, per ordine del viceré Miguel de la Grúa Talamanca, lui e la sua compagnia di 72 uomini furono spostati in California per occuparsi delle guarnigioni spagnole di Monterey, Santa Barbara, San Diego e San Francisco. Sul fiume San Lorenzo Alberni fondò una città chiamata "Villa Branciforte" in onore del viceré. In seguito Villa Branciforte fu fusa con la comunità della Missione Santa Cruz, fondata nel 1791 dal padre basco Fermín Lasuén, dando vita all'odierna città di Santa Cruz.

### Governatoread interimdella California
Nel 1800 divenne governatore ad interim della California e comandante delle quattro guarnigioni che vi si trovavano (Monterrey, Santa Barbara, San Diego e San Francisco), finché non fosse stato nominato il successore. Rimase in California fino alla morte.

### Morte
Alberni morì di edema all'età di 55 anni a Monterrey, in Alta California, l'11 marzo 1802. Fu sepolto nella cappella Reale di San Carlos a Monterrey. Il testamento di Alberni, datato 16 dicembre 1801, lasciava tutto alla moglie, Juana Vélez, nativa di Tepic in Messico. La sua sola figlia era morta prima di lui. L'esecutore testamentario fu il sergente Joaquín Tico dei Volontari della Catalogna.

## Retaggio
Alberni fu una persona con un carattere forte, coraggioso, diplomatico e che sapeva come risolvere i problemi, anche in tempi difficili. Sono rimasti molti luoghi che prendono da lui il nome, sia in Canada che in Spagna:
- Alberni Inlet, Columbia Britannica, battezzata da Francisco de Eliza.
- Port Alberni, Columbia Britannica, battezzato dal capitano Richards della H.M.S. Hecate nel 1861. Port Alberni si trova alla fine dell'Alberni Inlet.
- Distretto regionale Alberni-Clayoquot, che prende il nome da Port Alberni.
- Strade nelle città di Vancouver e Tortosa, e di molte altre.